# Xã Carimona, Quận Fillmore, Minnesota
Xã Carimona (tiếng Anh: Carimona Township) là một xã thuộc quận Fillmore, tiểu bang Minnesota, Hoa Kỳ. Năm 2010, dân số của xã này là 296 người.